# Adansonia, série 3
Adansonia, série 3 (abreviado Adansonia, sér. 3) es una revista ilustrada con descripciones botánicas que se edita en Francia por el Museo Nacional de Historia Natural de Francia desde el año 1997, con el nombre de Adansonia; recueil (périodique) d'observations botaniques. Paris.